# Брусова (притока В'язівки)
Брусова (рос. Б. Брусова) — балка (річка) в Україні у у Юр'ївській селищній громаді Павлоградського району Дніпропетровської області. Ліва притока В'язівок (басейн Дніпра).

## Опис
Довжина балки приблизно 11,02 км, найкоротша відстань між витоком і гирлом — 9,20 км, коефіцієнт звивистості річки — 1,20. Формується декількома балками та загатами. На деяких ділянках балка пересихає.

## Розташування
Бере початок на південно-східній стороні від села Білозерське. Тече переважно на південний захід і в селі Новов'язівське впадає в річку В'язівок, праву притоку Самари.
Населені пункти вздовж берегової смуги: Орлівське.

## Цікаві факти
- У XIX столітті навколо балки існував 1 скотний двір та декілька вітряних млинів[1].

## Притоки
- Абрамова - права притока [3]
- Безвідна - ліва притока, починається на південному сході від села Орлівське, тече на південний захід і впадає у Брусову на півночі від села Новов'язівське [4]
- Довга - ліва притока, тече з північного сходу на південний захід, впадає у Брусову у північно-східній частині села Новов'язівське [5]